# Brigitte Macron
Brigitte Marie-Claude Trogneux, coniugata Macron (Amiens, 13 aprile 1953), è un'ex insegnante francese e Première dame di Francia, moglie di Emmanuel Macron, presidente della Repubblica francese dal 2017.

## Biografia
Nata da una famiglia di cioccolatai (famosa per la sua produzione dei macarons d'Amiens e proprietaria delle pasticcerie Jean Trogneux), è l'ultima dei sei figli di Jean Trogneux (1909-1994) e Simone Pujol (1913-1998).

### Primo matrimonio
Il 22 giugno 1974 sposa André-Louis Auzière, che poi divenne impiegato di banca del Crédit du Nord. Dal matrimonio nasceranno tre figli, un maschio e due femmine: Sébastien (1975), Laurence (1977) e Tiphaine (1984). Questi ultimi sono diventati rispettivamente ingegnere, cardiologa e avvocata; è diventata successivamente nonna di sette nipoti.

### Studi e carriera
Ottiene il certificat d'aptitude au professorat de l'enseignement du second degré (CAPES) in lettere (scuola magistrale) a Parigi, poi insegna alla scuola protestante Lucie-Berger di Strasburgo fino al 1991, quindi al lycée La Providence di Amiens e al lycée Saint-Louis-de-Gonzague di Parigi.

### Relazione con Macron
Nel 1993, all'età di 40 anni, inizia una relazione con un suo allievo liceale, Emmanuel Macron, all'epoca sedicenne. La famiglia di lui si oppose alla relazione, costringendo Macron a cambiare istituto, ma, negli anni successivi, una volta raggiunta la maggiore età, è lo stesso Emmanuel a voler continuare la storia con Brigitte. Il 26 gennaio 2006 divorzia dal suo primo marito e il 20 ottobre 2007 sposa Macron a Le Touquet-Paris-Plage in Hauts-de-France.
Nel 2015 decide di lasciare l'insegnamento per seguire a tempo pieno la carriera politica del marito, sostenendo attivamente la sua campagna elettorale per le presidenziali francesi del 2017. Il 7 maggio Macron viene eletto Presidente della Repubblica francese e Brigitte diventa la nona Première dame della V Repubblica francese, ruolo che mantiene a seguito delle elezioni del 2022, in occasione delle quali il marito viene confermato all'Eliseo per un secondo mandato.

## Nella cultura di massa
Nel 2024 è apparsa nella serie TV Emily in Paris interpretando sé stessa.